# Кампорджано
Кампорджано (італ. Camporgiano) — муніципалітет в Італії, у регіоні Тоскана,  провінція Лукка.
Кампорджано розташоване на відстані близько 310 км на північний захід від Рима, 85 км на північний захід від Флоренції, 38 км на північний захід від Лукки.
Населення — 2208 осіб (2014).
Щорічний фестиваль відбувається 25 липня. Покровитель — San Iacopo.

## Демографія
Населення за роками:

Станом на 1 січня 2023 року в муніципалітеті офіційно проживало 98 іноземців з 20 країн, серед них 46 громадян країн Євросоюзу та 2 громадяни України.

## Сусідні муніципалітети
- Кареджне
- Кастельнуово-ді-Гарфаньяна
- Мінуччано
- П'яцца-аль-Серкьо
- П'єве-Фошіана
- Сан-Романо-ін-Гарфаньяна
- Вальї-Сотто